# Криптодепресия
Криптодепресията (или скрита депресия) е понятие от физическата география и геоморфологията, с което се означава дъното на езеро, чиито брегове са над нивото на световния океан, но дъното му е по-дълбоко от нивото на морското равнище. 
Криптодепресията се получава при потъване на земната кора вследствие на рифт или разлом, но може и да е с ледников произход (екзарация). След като се запълни с вода, се появява езеро.
Най-често криптодепресиите са тесни и дълги, а бреговете им – стръмни. Като правило, езерата в тях са доста дълбоки . Езерата в рифтове и разломи са значително по-дълбоки от тези с ледников произход.
Най-голямата криптодепресия е езерото Байкал, образувано в Байкалската рифтова зона. При надморска височина от 456 m то е с максимална дълбочина 1642 m, т.е. това е криптодепресия с -1186 m под нивото на световния океан.
Разликата между депресия и криптодепресия е посочена на схемата вдясно. Каспийско море е депресия, защото бреговете му са на -28 m н.в., докато езерата Байкал и Танганика са криптодепресии, защото бреговете им са над морското равнище, а дълбочината им достига под него.

## Криптодепресии от рифтове или разломи
Забележка: навсякъде по-долу е посочена максималната дълбочина на водния басейн.
- Байкал – Сибир, криптодепресия -1186 m[5]
- Танганика – Източноафриканска рифтова долина, ниво на езерото 773 m, дълбочина 1480 m, криптодепресия -697 m[6]
- Малави (езеро) (езеро Няса) – Източноафриканска рифтова долина, ниво на езерото 472 m, дълбочина 710 m, криптодепресия -238 m
- Лох Нес – Шотландия, в разлома Грейт Глен, ниво на езерото 16 m, дълбочина 230 m, криптодепресия -214 m

## Криптодепресии с ледников произход

### Европа
Най-дълбоките езера с ледников произход, които са и криптодепресии, се намират в южните склонове на Алпите в Горна Италия. Това са:
- Лаго ди Гарда – най-голямото езеро в Италия, ниво на езерото 65 m, дълбочина 346 m, криптодепресия -281 m
- Лаго ди Комо – най-дълбокото езеро в Европа, ниво на езерото 198 m, дълбочина 425 m, криптодепресия -227 m
- Лаго Маджоре – второто по големина езеро в Италия, ниво на езерото 193 m, дълбочина 372 m, криптодепресия -179 m

Някои други езера криптодепресии с ледников произход в Европа са:
- Ладожкото езеро (най-голямото в Европа), ниво на езерото 5 m, дълбочина 230 m, криптодепресия -225 m
- Онежкото езеро (второ по площ в Европа), ниво на езерото 32 m, дълбочина 124 m, криптодепресия -92 m. И то, като Ладожкото, е в Европейската част на Русия.
- Шведското езеро Венерн
- Финландското езеро Саймаа

### Азия
- Езерото Таймир на полуостров Таймир, ниво на езерото 6 m, дълбочина 26 m, криптодепресия -20 m

### Северна Америка
- Големите езера в Северна Америка: Горно езеро, Мичиган, Хюрън, Онтарио), образувани чрез пропадане на земната кора между Канадския щит и Мисисипската плоча, по-късно издълбани и разширени от огромен по мащабите си ледник.
- Езерата Голямо Мече езеро и Атабаска в Канада и др.

### Южна Америка
- Езерото Сан Мартин / ОʼХигинс между Аржентина и Чили, ниво на езерото 250 m, дълбочина 836 m, криптодепресия -586 m
- Езерото Буенос Айрес / Хенерал Карера между Аржентина и Чили, ниво на езерото 217 m, дълбочина 586 m, криптодепресия -369 m
- Езерото Лаго Архентино в Патагония, ниво на езерото 187 m, дълбочина 500 m, криптодепресия -313 m

### Антарктида
Особен вид криптодепресии са падините в Антарктида Падина на Бентли (-2555 m под морското равнище) и Подледниковия басейн на Бърд (-2870 m под морското равнище). Вместо с морска вода, тези падини изцяло са обхванати от огромни ледници. Според съвременните схващания морските площи, обхванати от лед, не се считат за суша.